# Грузько-Ломівка
Гру́зько-Ло́мівка — селище Макіївської міської громади Донецького району Донецької області, Україна. Розташоване на річці Грузька за 34 км від Донецька. Відстань до Макіївки становить близько 16 км і проходить автошляхом місцевого значення.
За 5 кілометрів від Грузько-Ломівки знаходиться станція Донецької залізниці Моспине.
У Грузько-Ломівці видобувається кам'яне вугілля.
1997 року у Грузько-Ломівці був заснований жіночий монастир Касперівської ікони Божої Матері.

## Населення

### Мова
Розподіл населення за рідною мовою за даними перепису 2001 року:
| Мова            | Кількість | Відсоток |
| --------------- | --------- | -------- |
| російська       | 374       | 52.31%   |
| українська      | 339       | 47.41%   |
| румунська       | 1         | 0.14%    |
| інші/не вказали | 1         | 0.14%    |
| Усього          | 715       | 100%     |

За даними перепису 2001 року населення селища становило 715 осіб, із них 47,41 % зазначили рідною мову українську, 52,31 % — російську та 0,14 % — молдовську мову.

## Уродженці
- Гаркуша Кузьма Дмитрович — майор Радянської Армії, Герой Радянського Союзу (1943).
- Дрьомов Олександр Євгенович - перший почесний житель селища(2025).